# Verwaltungsleistung
Verwaltungsleistung sind alle Ergebnisse der öffentlichen Verwaltungstätigkeit, durch die die ihr übertragenen Aufgaben erfüllt werden. Man unterscheidet nach Ellwein zwischen unsichtbarer und sichtbarer Verwaltungsleistung.
Die unsichtbare Verwaltungsleistung ist der größte Teil der Verwaltung. In ihm findet die verwaltungsinterne Willensbildung statt, wie z. B. Schreibtischarbeit und Korrespondenz. Diese Art der Verwaltungsleistung vollzieht sich in einem mehrstufigen System von Gespräch, Abstimmung bis zur Kontrolle.
Unter sichtbare Verwaltungsleistung werden die Ergebnisse der Verwaltung, die allgemein für den Bürger sichtbar sind, verstanden, beispielsweise Straßenbau, Bau von Schulen oder Kindergeld.
In der Rechtswissenschaft war der Begriff der Verwaltungsleistung bis zur Verabschiedung des Onlinezugangsgesetzes (OZG) im Sommer 2017 von nachgeordneter Bedeutung. Das OZG verpflichtete alle Behörden von Bund und Ländern (einschließlich Kommunen), bis spätestens Ende 2022 ihre Verwaltungsleistungen auch elektronisch über Verwaltungsportale anzubieten und ihre Verwaltungsportale miteinander zu einem Portalverbund zu verknüpfen.
§ 2 Absatz 3 OZG definiert Verwaltungsleistungen als „elektronische Abwicklung von Verwaltungsverfahren“. Nach der Gesetzesbegründung des OZG beschränkt sich der Anwendungsbereich auf solche Verwaltungsleistungen, die auch über das Internet abgewickelt werden können. Erfasst sind Verwaltungsverfahren im Sinne von § 9 VwVfG. Die Gesetzesbegründung stellt auch klar, dass verwaltungsinterne Vorgänge (z. B. Aufstellung Haushaltsplan) einschließlich verwaltungsorganisatorischer Abläufe nicht erfasst sind.

## Leistungskatalog (LeiKa)
Im Rahmen des Deutschland-Online-Vorhabens „Verbund Internetportale/Zuständigkeitsfinder“ entstand ein Katalog von Leistungen der deutschen Verwaltungen in Bund, Ländern und Kommunen. Dieser Katalog ist Grundlage von Informationssystemen zu Verwaltungsleistungen wie z. B. dem Behördenfinder Deutschland.